# 景浦站
景浦站（韓語：경포역）是朝鮮民主主義人民共和國咸鏡南道洪原郡景浦劳动者区的一個鐵路車站，属于平罗线。

## 邻近车站
平罗线
洪原站 - 景浦站 - 云浦站